# Połczyno (województwo pomorskie)
Połczyno (kaszb. Pôłczëno, niem. Polzin, dawniej Palczyno, Pelczyno) – wieś kaszubska w Polsce położona w województwie pomorskim, w powiecie puckim, w gminie Puck przy drodze wojewódzkiej nr 213. Wieś jest owalnicą o zwartej zabudowie z jądrem wykształconym na drodze gdańskiej, ale także z rozwijającym się budownictwem na przecinającej wieś w części północnej, obok dawnego majątku, szosie z Pucka do Piaśnicy Wielkiej. Nazwa wsi pochodzi od Połka (Pełka), właściciela wsi.
Podczas zaboru pruskiego wieś nosiła nazwę niemiecką Polzin. Podczas okupacji niemieckiej nazwa Polzin w 1942 została przez nazistowskich propagandystów niemieckich (w ramach szerokiej akcji odkaszubiania i odpolszczania nazw niemieckiego lebensraumu) zweryfikowana jako zbyt kaszubska i przemianowana na nowo wymyśloną i bardziej niemiecką – Konradswiese.
Wieś królewska w starostwie puckim, w powiecie puckim, w województwie pomorskim w II połowie XVI wieku. W latach 1975–1998 miejscowość położona była w województwie gdańskim.
Miejscowość jest siedzibą Ochotniczej Straży Pożarnej.
W Połczynie znajdują się dwa sklepy, remiza strażacka, w której znajdują się klub kultury i biblioteka, a także Szkoła podstawowa im. Antoniego Abrahama oraz boisko do piłki nożnej. Przez kilkadziesiąt lat działał tam klub sportowy Iskra Połczyno. Niedaleko szkoły stoi przedwojenna kapliczka.

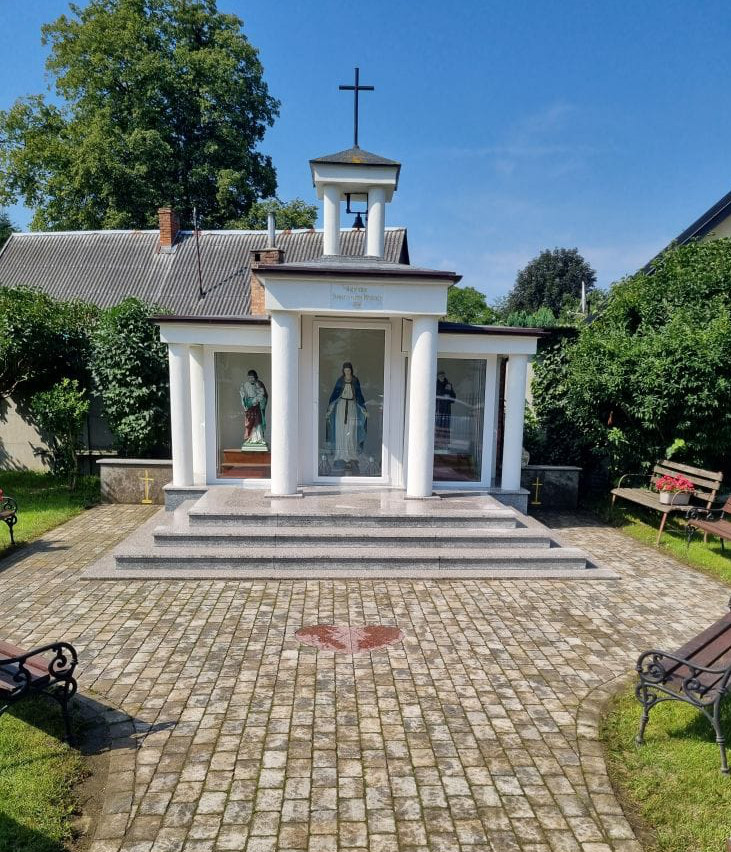
Kapliczka w 2023 roku (po remoncie)

## Historia
- Pierwsze wzmianki o wsi Połczyno pochodzą z roku 1378 (kronika szkolna).
- Pierwotnie jest to osada książęca, potem własność Krzyżaków, którzy w roku 1378 nadają jej przywilej lokacyjny na prawie chełmińskim[8].
- Od 1466 roku ponownie w granicach Polski, wzmiankowana jako Palczyno, Połczyn, Pelczino[9].
- W 1772 roku znalazła się pod administracją zaboru pruskiego jako Polzin lub Poltzin.
- W 1919 roku powróciła do Polski, wchodząc w skład powiatu morskiego.

Inne miejscowości o nazwie Połczyno: Połczyno, Połczyn-Zdrój.